# ステファン・グシェ
ステファン・グシェ（ルーマニア語: Ştefan Guşă、1940年4月17日 - 1994年3月28日）は、ルーマニアの軍人。

## 概要
1989年のルーマニア革命当時の参謀総長。
ルーマニア社会主義共和国のチャウシェスク政権下で、国軍の最重要ポストの一つである参謀総長を勤める。
1989年にルーマニア革命が発生すると救国戦線側に加担、ルポイ大尉がテレビに出演し国軍の市民側への参加を呼びかけた後に、テレビ放送で国軍が市民への発砲を行わないように呼びかけた（呼びかけさせられた）。
革命期間中は、当初救国戦線の下で国軍の指揮を執り、ハンガリー軍とソ連の介入を拒否したが、秘密裏に暗号を使ってチャウシェスク派を指揮しているのではないか、との疑念を救国戦線側が抱いたことから解任された。
1994年3月28日、ブカレストの軍病院にてガンのため死去。